# Маковский, Николай Людвигович
Никола́й Лю́двигович Мако́вский (род. 15 августа 1956, Житомирский район, Украина) — российский режиссёр, сценарист и продюсер. Член Союза кинематографистов России. Входит в состав правления Академии Анимационного Искусства имени Ф. С. Хитрука. Один из создателей Ассоциации анимационного кино.

## Биография
Николай Маковский родился 15 августа 1956 года в Житомирском районе Украины.
Окончил электротехнический факультет Житомирского филиала Киевского политехнического института в 1978 году, Высшие курсы сценаристов и режиссёров по специальности «режиссёр анимационного кино» в 1995 году. Его дипломный фильм «Закон сохранения» получил третий приз на III Конкурсе студенческих фильмов «Святая Анна» в Москве в 1996 году.
При работе над анимационными фильмами «Закон сохранения» (1995) и «Паутинка» (2004) Николай был одновременно и режиссёром, и сценаристом, и художником, и аниматором. Он является оператором анимационных фильмов «Закон сохранения» (1995), «Странник» (1995), «Grand jeter» (1998), «Наступила осень» (1999), автором сценария к анимационным фильмам «Тузик» (2001), «День рождения» (2004), «Осень детства» (2005), «Депутат» (2005).
Был директором ряда документальных и игровых фильмов.
С августа 2011 по март 2014 Маковский был директором «Союзмультфильм».
С 2017 года по настоящее время — генеральный директор студии «ШАР» и Директор Школы-студии анимационного кино «Шар».
Сотрудничал с такими режиссёрами, как Андрей Хржановский, Сергей Дворцевой, Дмитрий Геллер, Антон Дьяков, Светлана Филиппова, Леонид Шмельков, Светлана Андрианова, Александр Свирский, Дмитрий Высоцкий, Инна Евланникова и др.
Фильмы, спродюсированные Маковским, получили ряд призов на российских и международных фестивалях.

## Фильмография
- 1995 — анимационный фильм «Закон сохранения» (режиссёр, сценарист)
- 1995 — анимационный фильм «Странник», реж. А. Аманов (оператор)
- 1996 — познавательный CD-ROM для детей «Петя и Волк», реж. Пак Мин Хо (сорежиссёр, аниматор)
- 1997 — видеоигра «Бородино. Наука побеждать» (аниматор)
- 1997 — анимационный фильм «Гранд жетэ», реж. А. Ильяш, (оператор)
- 1998 — анимационный фильм «Наступила осень», реж. Е. Соколова (оператор)
- 1998 — документальный фильм «Хлебный день», реж. С. Дворцевой (директор)
- 1999 — документальный фильм «Трасса», реж. С. Дворцевой (линейный продюсер)
- 2001 — анимационный фильм «Тузик», реж. А. Аманов (сценарист)
- 2001 — анимационный фильм «Аркадия», реж. В. Байрамгулов (директор)
- 2003 — игровой фильм «Взгляни на балкон», реж. Т. Янкевич (директор)
- 2003 — документальный фильм «В темноте», реж. С. Дворцевой (директор)
- 2004—2005 — анимационный сериал «Микрополис», реж. И. Евланникова, В. Сотсков, А. Храмцов (исполнительный продюсер)
- 2004 — анимационный фильм «Паутинка» (режиссёр)
- 2004 — анимационный фильм «Осень Детства», реж. А. Аманов, Е. Бойкова (сценарист)
- 2004 — художественно-публицистический фильм «Депутат», реж. А. Шувиков (сценарист)
- 2004 — анимационный фильм «Десантник Стёпочкин», реж. Т. Курбаналиев (аниматор)
- 2005 — анимационный фильм «Приключения Карика и Вали», реж. А. Люткевич (директор производства)
- 2005 — анимационный фильм «Королевский завтрак», реж. Е. Бойкова, А. Фокин (директор производства)
- 2006 — анимационный фильм «Жил министр обороны», реж. Б. Коршунов (директор производства)
- 2006 — анимационный фильм «Королевский подарок», реж. Н. Крыжановская (директор производства)
- 2007 — анимационный фильм «Два итальянца», реж. С. Ушаков (директор производства)
- 2007 — анимационный фильм «Мамин патрет», реж. Б. Коршунов (продюсер)
- 2007 — анимационный фильм «Про мыху», реж. К. Арефьев (продюсер)
- 2008 — игровой фильм «Тюльпан», реж. С. Дворцевой (директор производства)
- 2008 — анимационный фильм «Лунный десант», реж. Т. Курбаналиев (художник-постановщик)
- 2008 — анимационный фильм «Крылатый лев», реж. Л. Канивченко (продюсер)
- 2010 — анимационный фильм «Тяжкий крест» (режиссёр)
- 2010 — анимационный фильм «Сергий Радонежский», реж. А. Добрунов, В. Гагурин (продюсер)
- 2010 — анимационный полнометражный фильм «Белка и Стрелка. Звёздные собаки», реж. С. Ушаков, И. Евланникова (аниматор)
- 2012 — анимационный фильм «Чёртик на заборе», реж. Р. Гиматдинова (продюсер)
- 2012 — анимационный фильм «День везения», реж. Н. Титов (продюсер)
- 2012 — анимационный альманах «Весёлая карусель № 34», реж. Э. Авакян, С. Халькина и М. Быстрова (продюсер)
- 2012 — анимационный фильм «Ненастоящая девочка», реж. О. Потапова (продюсер)
- 2013 — анимационный фильм «Привередливая мышка», реж. С. Струсовский (продюсер)
- 2013 — анимационный альманах «Весёлая карусель № 35», реж. П. Носырев, А. Злобин, О. Потапова, С. Халькина (продюсер)
- 2013 — анимационный фильм «Кукарача», реж. А. Желудков (продюсер)
- 2013 — анимационный фильм «Мышкины истории», реж. Б. Коршунов (продюсер)
- 2014 — анимационный альманах «Весёлая карусель № 36», реж. К. Щёкин, Е. Савина, П. Носырев (продюсер)
- 2014 — анимационный альманах «Весёлая карусель № 37», реж. Б. Коршунов, С. Ромашкин, Е. и П. Манохины (продюсер)
- 2014 — анимационный альманах «Весёлая карусель № 38», реж. Т. Ильина, С. Халькина, А. Миронов, Ю. Матросова (продюсер)
- 2014 — анимационный фильм «Курица», реж. В. Бедошвили (продюсер)
- 2014 — анимационный фильм «Чужой среди айсбергов», реж. А. Соколов (продюсер)
- 2014 — анимационный фильм «Пык-пык-пык», реж. Д. Высоцкий (продюсер)
- 2015 — анимационный полнометражный фильм «Штурман Лапчатый» (режиссёр)
- 2015 — «Весёлая карусель № 39», реж. Р. Синкевич, М. Карпова, А. Минченок, Д. Высоцкий, А. Алексеев (продюсер)
- 2015 — анимационный фильм «Очень одинокий петух (англ.)», реж. Л. Шмельков (продюсер)
- 2017 — анимационный фильм «Кирпичи», реж. Е. Киреева (продюсер)
- 2017 — анимационный фильм «Окраина», реж. А. Васильев (продюсер)
- 2017 — анимационный фильм «Лекарство от послушности», реж. Т. Киселёва (продюсер)
- 2017 — анимационный фильм «Создание», Ю. Байгулова (продюсер)
- 2017 — анимационный полнометражный фильм «Гурвинек: Волшебная игра», реж. Мартин Котик, И. Евланникова (соавтор-сценарист)
- 2018 — анимационный фильм «Гофманиада», реж. С. Соколов (продюсер)
- 2018 — анимационный фильм «Бабочки», реж. Е. Хломова (продюсер)
- 2018 — анимационный фильм «Лола живая картошка (англ.)», реж. Л. Шмельков (продюсер)
- 2018 — анимационный фильм «Митина любовь (англ.)», реж. С. Филиппова (продюсер)
- 2018 — анимационный фильм «Мокрые носочки Берты Райз (англ.)», реж. А. Шадрина (продюсер)
- 2019 — анимационный фильм «Здравствуйте, родные» реж. А. Васильев (продюсер)
- 2019 — анимационный сериал «Ин и Яна», реж. Р. Газизов (продюсер)
- 2019 — анимационный фильм «Так быстро», реж. О. Каренгина (продюсер)
- 2019 — анимационный фильм «У горы, на горе, с горы», реж. А. Кадыкова (продюсер)
- 2019 — анимационный фильм «Хозяйка Медной горы (англ.)», реж. Д. Геллер (продюсер)
- 2019 — анимационный фильм «Встреча», реж. А. Криволуцкая (продюсер)
- 2019 — анимационный фильм «Городская коза (англ.)», реж. С. Разгуляева (продюсер)
- 2019 — анимационный фильм «Среда», реж. И. Бондаренко и др. (продюсер)
- 2019 — анимационный фильм «Плюшевое горе», реж. С. Конурбаев (продюсер)
- 2019 — анимационный фильм «Паллиум» реж. П. Власова (продюсер)
- 2020 — анимационный полнометражный фильм "Нос или Заговор «не таких (англ.)», реж. А. Хржановский (продюсер)
- 2020 — анимационный фильм «Вадим на прогулке (англ.)», реж. А. Свирский (продюсер)
- 2020 — анимационный фильм «Девушка и шершень», реж. Е. Геллер (продюсер)
- 2020 — анимационный фильм «Мосты», реж. А. Гутман (продюсер)
- 2020 — анимационный фильм «Дылда (англ.)», реж. А. Жакулина (продюсер)
- 2020 — анимационный фильм «Женщина-рыба», реж. А-М. Черниговская (продюсер)
- 2020 — анимационный фильм «На самом берегу», реж. А. Швейгольц (продюсер)
- 2020 — анимационный фильм «Самый худший день рождения», реж. А. Шадрина (продюсер)
- 2020 — анимационный фильм «Жизнь-паскуда (англ.)», реж. В. Яковлева (продюсер)
- 2020 — анимационный фильм «Огурцы (англ.)», реж. Л. Шмельков (продюсер)
- 2020 — анимационный фильм «Цифры», реж. И. Бондаренко и др. (продюсер)
- 2020 — анимационный фильм «Завтрак для улиток (англ.)», реж. Е.Фадеев (продюсер)
- 2020 — анимационный фильм «Чао, Тонино!», реж. А. Гутман (продюсер)
- 2020 — анимационный фильм «Не для меня (англ.)», реж. И. Бондаренко (продюсер)
- 2020 — анимационный фильм «Правильная остановка», Н. Бисярина (продюсер)
- 2020 — анимационный фильм «Полынь-25», реж. Н. Федотова (продюсер)
- 2020 — анимационный фильм «Скованность», реж. А. Мордасов (продюсер)
- 2020 — анимационный фильм «Она многое любила», реж. А. Савельева (продюсер)
- 2020 — анимационный фильм «Лето, или вокруг комнаты за 8 минут», реж. Д. Тоом (продюсер)
- 2020 — анимационный фильм «Почему?», реж. Б. Коршунов (продюсер)
- 2020 — анимационный фильм «Рыбалка», реж. Е.Куркова (продюсер)
- 2020 — анимационный фильм «Мир прекрасен!», реж. Е. Табачкова (продюсер)
- 2021 — анимационный фильм «Хармс», реж. С. Андрианова (продюсер)
- 2021 — анимационный фильм «Поводырь», реж. Н. Бисярина (продюсер)
- 2021 — анимационный фильм «Среди бескрайнего леса», реж. Е. Фадеев (продюсер)
- 2021 — анимационный фильм «Ванлав», реж. В. Яковлева (продюсер)
- 2021 — анимационный фильм «Ручей, бегущий в горы», реж. А. Храмцов (продюсер)
- 2021 — анимационный фильм «Ой чие ж то жито», реж. А. Швейгольц (продюсер)
- 2021 — анимационный фильм «Музыка летней ночи», реж. А. Васильев (продюсер)
- 2021 — анимационный фильм «Волна», реж. А.Павлова (продюсер)
- 2021 — анимационный фильм «Муравьиный марш (англ.)», реж. Ф. Юдин (продюсер)